# Remus Lupin
Remus John Lupin (született 1960. március 10-én, elhunyt 1998. május 2-án), becenevén Holdsáp, kitalált szereplő a nagy sikerű Harry Potter sorozatban, amit az angol Joanne Kathleen Rowling írt. A Harry Potter és az azkabani fogolyban szerepel először mint új Sötét Varázslatok Kivédése tanár. A filmváltozatban David Thewlis játssza el felnőttként és James Utechin pedig tinédzserként.
|  | Ez a szócikk a teljes Harry Potter-sorozat cselekményét részletezi! |

## Élete
Szülei: apja a varázsló Lyall Lupin, anyja a mugli Hope Howell.
Kiskorában megharapta Fenrir Greyback vérfarkas. Saját bevallása szerint sokáig ezt nem tudta, és sajnálta támadóját, de mikor kiderült annak kiléte, rájött, hogy Greyback nem érdemli meg – és hogy azért történt, mert apja korábban megsértette a lobbanékony, gyerekekre „specializálódó” vérfarkast. Ettől kezdve a fiú maga is minden teliholdkor farkassá változott.
Betegsége miatt lehetetlennek látszott, hogy roxfortos diák lehessen. De Dumbledore megsajnálta a fiút, és felvette az iskolába, ahol a Griffendél házba került. Persze szükség volt óvintézkedésekre. Az iskola parkjába egy fúriafűzet ültettek, amely egy titkos alagutat védelmezett. Az alagút egy a Roxmorts falu szélén álló házba vezet. A védelemre azért volt szükség, mert Remust idehozták minden holdtöltekor. Mivel a rejtekhelyen – a fiú közelében – nem voltak emberek, akiket megharaphatott volna, önmagát marcangolta, ezért arcán és testén hegek húzódnak.
Remus évfolyamtársa volt a Roxfortban James Potternek, Sirius Blacknek és Peter Pettigrewnak, akikkel elválaszthatatlan barátok lettek, önmagukat csak a „Tekergők”-nek (Marauders) nevezték. Remus eltitkolta előlük szörnyű betegségét, attól félve, hogy barátai megundorodnak tőle, de mikor azok rájöttek Remus titkára, nem pártoltak el tőle, sőt a kedvéért animágusok lettek – bár ez kemény, öt évig tartó munkába került. James szarvassá (Ágas/Prongs)), Sirius kutyává (Tapmancs/Padfoot), Peter patkánnyá (Féregfark/Wormtail) tudott változni. Remus a Holdsáp (Moony) becenevet kapta.
Ettől kezdve a teliholdas éjszakák kalandokká váltak. A négy barát állat alakban járta be a Roxfort birtokát és a falut, többet tudtak az iskoláról és környékéről, mint bárki más. Így készítették el a Tekergők térképét, amit Remus rajzolt. Kvartettjükből ő volt a legszelídebb és legszorgalmasabb, gyakran próbálta visszafogni barátait a szabályszegésektől – ennek érdekében nevezte ki Dumbledore ötödéves korában prefektusnak a fiút.
Miután elvégezte az iskolát, Remus barátaival együtt beállt a Főnix rendjébe. Ezt a rendet Dumbledore alapította, és azért alakult, hogy harcoljanak Voldemort ellen. Remus és barátai is részt vettek a háborúban. Dumbledore tudta, hogy áruló van közöttük, aki két éve folyamatosan küldte jelentéseit Voldemortnak, de nem tudták, ki lehet az, mindenki másra gyanakodott. Remus és Sirius egymásra gyanakodtak, ezért Sirius nem árulta el neki, hogy nem ő, hanem Peter lett Potterék búvóhelyének titokgazdája. Az igazi áruló kiadta Voldemortnak a titkot, melynek folyománya James és felesége, Lily Potter halála lett. A tragédiát csak másfél éves fiuk, Harry élte túl. Az árulással és a mugligyilkossággal mindenki Sirius Blacket gyanúsította, mert Potteréken kívül senki sem tudta, hogy cseréltek, és Peter lett a titokgazda. Sirius a menekülő Peter után eredt, hogy megölje, amiért elárulta barátait, ám az kicselezte, felrobbantotta az utcát, ahol voltak, és patkány alakban a csatornába menekült. Peter Pettigrew nyomtalanul eltűnt, azt hitték, Sirius megölte, hiszen a helyszínen csak ő maradt, így, mint „nyilvánvaló tettes”, az Azkabanba, a varázslók börtönébe zárták.
Remus Lupin tehát egyedül maradt, abban a hitben, hogy két barátja meghalt, Sirius pedig elárulta őket. Évekig nyomorúságos körülmények közt kellett élnie, mert vérfarkasként senki nem adott neki munkát, és körbevándorolta a kontinenst. Tizenkét évvel Jamesék halála után ismét Dumbledore segített rajta, tanári állást kapott a Roxfortban.  Havonta egyszer diákkori ellenlábasuk, Perselus Piton megfőzte neki az újonnan kifejlesztett farkasölőfű főzetet, amivel teliholdkor átváltozásai alatt megőrzi emberi elméjét, ezzel megkönnyítve a szörnyű éjszakát. Ugyanebben az évben az a hír járta, hogy Sirius Black megszökött az Azkabanból, és a Roxfortba tart, hogy végezzen Harry Potterrel.
Lupint hamar megszerették a roxforti diákok, és összebarátkozott Harryvel, akinek sokat mesélt édesapjáról. Ám időközben Sirius elért Roxfortba. Harry elhatározta, hogy megöli, Lupin azonban megakadályozta ezt, mert meglátta a Tekergők Térképén Petert, és rájött az igazságra: hogy Sirius ártatlan. Így Blackkel elmagyarázták Harrynek és barátainak az igazságot: nem Sirius volt a gyilkos, hanem Peter Pettigrew, aki egész idáig patkányként éldegélt a Weasley családnál. Amikor azonban vitték volna fel a Roxfort épületébe az elfogott Petert, hogy a világgal is megosszák az igazságot, Remus a telihold miatt vérfarkassá változott, ugyanis nem volt módja aznap este meginni a bájitalt, ezért eszét vesztve a gyerekekre támadt.
Végül Sirius sikeresen megszökött Harryék segítségével, Peter azonban elmenekült. Perselus Piton másnap elmondta mardekáros diákjainak az igazat Remus kórságáról, ami hír persze rögtön szétment az iskolában, ezért ő önként felmondott, hogy megkímélje Dumbledore-t a szülők tiltakozó-leveleitől.
Egy évvel később, Voldemort visszatértekor újra megalakult a Főnix rendje, és Remus ismét a rend tagja lett. Sirius egy halálfalókkal vívott csatában meghalt a Mágiaügyi Minisztériumban, és Remus elvesztette utolsó barátját is.
Dumbledore kérésére kémkedni kezdett a Voldemorthoz hű vérfarkasok közt. A rend egy másik fiatal tagja, Nymphadora Tonks szerelmes lett belé. Lupin is viszonozta érzelmeit, de szegénységére és vérfarkas létére, valamint a köztük lévő korkülönbségre hivatkozva nem akarta elvenni a lányt. Egy újabb tragédia azonban összehozta őket. Egy közös fiuk is született Edward (Teddy) Remus Lupin.
Nem sokkal később Remus és (most már felesége) Tonks részt vettek a roxforti csatában, ahol Antonin Dolohov keze által életét vesztette.
Remus Lupin karakterét a könyv filmváltozataiban David Thewlis angol színész alakítja.